# Абу Муслим
Абу́ Му́слим Абдуррахман ибн Муслим аль-Хурасани, известный как Абу́ Му́слим (перс. ابو مسلم‎‎) (араб. أبو مسلم‎‎; 700—755) — глава проаббасидского движения в Хорасане, один из лидеров Антиомейядского восстания, свергшего с престола Арабского халифата династию Омейядов.

## Происхождение
Абу Муслим родился либо в 718, либо в 723 году. Его имя при рождении оспаривается, согласно «Encyclopedia Iranica»: "Источники расходятся в отношении его первоначального имени и происхождения. Он был персидского происхождения и родился либо в Мерве, либо недалеко от Исфахана. Исламские источники называют его настоящее имя Абд аль-Рахман ибн Муслим аль-Хурасани. Согласно некоторым источникам, он родился в таджикской семье в провинции Сари-Пуль на территории современного Афганистана.

## Биография
Сведения о происхождении Абу Муслима разнятся. Происходил из иранской провинции Исфахан. Вероятно, что, будучи рабом-персом, он принадлежал к социальной группе «неарабов», которая подвергалась особой дискриминации со стороны Омейядов. По одной версии, был рабом одного из аббасидских пропагандистов в Эль-Куфе, Исы ас-Сарраджа, по другой — принадлежал заточённому в тюрьму Эль-Куфы крупному арабскому землевладельцу из провинции Исфахан, обслуживая своего хозяина, Абу Муслим познакомился с ас-Сарраджем и стал выполнять его поручения. Впоследствии Абу Муслим был продан (или уступлен) руководителю аббасидской пропаганды в Хорасане, Абу Саламе. В начале 744 года они вместе выезжали в Хорасан. Позже был подарен Ибрахиму ибн Мухаммаду, который освободил его, дал имя «Абдуррахман» и приблизил к себе.
В Хорасане, где Аббасиды на протяжении 20 лет возбуждали население против Омейядов, отношение к Абу Муслиму как представителю социальных низов было поначалу неоднозначным. За несколько лет (745—746 годы) ему удалось сплотить вокруг себя арабов с неарабами, привлечь к протестному движению беглых рабов, иранских крестьян и всех недовольных омейядским правлением.
В марте 747 года Ибрахим послал Абу Муслима своим личным представителем в Хорасан. В мае он прибыл в Мервский оазис и за месяц собрал несколько тысяч сторонников, от феодалов до рабов, которым он обещал свободу. 15 июня 747 года Абу Муслим открыто выступил против халифа Марвана II.
Показав недюжинный талант военачальника, Абу Муслим зимой овладел Мервом, в течение 748 года взял Нишапур и Тус, а в начале 750 года наголову разбил Омейядов на реке Большой Заб. Аббасидский халиф ас-Саффах позволил ему стать наместником Хорасана, используя помощь Абу Муслима для подавления новых восстаний. Утвердив своё положение, в июле 749 года Абу Муслим убил сыновей вождя южноарабской группировки Джудай’а аль-Кирмани, затем организовал убийство руководителя аббасидского центра в Куфе Абу Саламы и расправился с главой хорасанской антиомейядской организации Сулейманом ибн Касиром.
В 750 году восстали недовольные новой династией арабы Бухары и отложились многие владетели Мавераннахра. В июле 751 года войска его полководца Зияда ибн Салиха одержали победу над китайскими войсками в битве, вошедшей в историю под названием Таласская битва. В начале 752 года Абу Муслим вернулся в Мерв, но назначенный наместником Мавераннахра Зияд организовал восстание и Абу Муслиму вновь пришлось пересечь Амударью.
У пришедшего на смену ас-Саффаху в 754 году халифа Мансура популярность Абу Муслима в народе вызвала подозрения и зависть. В ноябре 754 года Абу Муслим подавил мятеж дяди аль-Мансура, Абдуллаха ибн Али, и захватил большую добычу, которую халиф потребовал себе. Возмущённый Абу Муслим направился обратно в Хорасан, но халифу удалось вызвать его для объяснений в Ктесифон (аль-Мадаин). 12 февраля (или 20 января) 755 года Абу Муслим был убит во время аудиенции у халифа аль-Мансура. Тело военачальника сбросили в Тигр. Весть о его гибели вызвала волнения в Хорасане.
Абу Муслим не проявил симпатии к учениям «крайних» шиитов. Однако некоторые из этих сект признали его имамом, возникло течение абумуслимия. Абу Муслим стал народным героем, его последователей собрал под своими знамёнами Муканна, на происхождении от него настаивал Бабек.
Предания об Абу Муслиме в Узбекистане и Афганистане имеют множество вариантов, что обусловлено тем, что сложились различные социально-политические и культурные контексты, в рамках которых проявляется культ святых.

## Абу Муслим и Аббасидская революция
Абу Муслим взял Мерв в декабре 747 года (или январе 748 года), победив губернатора Омейядов, а также Шейбана аль-Хариджи, хариджита, претендовавшего на халифат. Он стал фактическим губернатором Хорасана и получил известность как генерал в конце 740-х годов, разгромив восстание Бихафарида, лидера синкретической персидской секты маздаистов.
Абу Муслим получил поддержку в подавлении восстания как от мусульман-пуристов, так и от зороастрийцев. В 750 году Абу Муслим стал предводителем Аббасидской армии и разгромил Омейядов в битве на реке большой Заб.

## Правление Хорасаном и смерть
После установления Аббасидского режима, Абу Муслим остался в Хорасане в качестве губернатора. В этой роли он подавил шиитское восстание Шарика ибн Шейха аль-Махри в Бухаре в 750 году и способствовал арабскому завоеванию Средней Азии, отправив Абу Дауда Халида ибн Ибрахима в поход на восток. Его героическая роль в революции и военное мастерство, наряду с его примирительной политикой по отношению к шиитам, суннитам, зороастрийцам, евреям и христианам, сделали его чрезвычайно популярным среди людей. Хотя, по-видимому, первый аббасидский халиф Абуль-Аббас ас-Саффах в целом доверял ему, он опасался его власти, ограничив свое окружение 500 людьми по прибытии в Ирак по пути в Хадж в 754 году.
Брат Абуль-Аббаса, Абу Джафар аль-Мансур, неоднократно советовал ас-Саффаху убить Абу Муслима, опасаясь его растущего влияния и популярности. Похоже, что эта неприязнь была взаимной: Абу Муслим стремился к большей власти и с презрением смотрел на аль-Мансура сверху вниз, чувствуя, что аль-Мансур обязан Абу Муслиму своим положением. Когда дядя нового халифа, Абдулла ибн Али, восстал, аль-Мансур попросил Абу Муслима подавить это восстание, что он и сделал, и Абдулла был передан своему племяннику в качестве пленника. В конечном счете Абдулла был казнён.
Отношения быстро ухудшились, когда аль-Мансур послал агента для инвентаризации военных трофеев, а затем назначил Абу Муслима губернатором Сирии и Египта за пределами своей базы власти. После все более ожесточенной переписки между Абу Муслимом и аль-Мансуром Абу Муслим опасался, что его убьют, если он появится в присутствии халифа. Позже он передумал и решил появиться в его присутствии из-за сочетания предполагаемого неповиновения, обещания аль-Мансура сохранить его на посту губернатора Хорасана и заверений некоторых из его близких помощников, некоторые из которых были подкуплены аль-Мансуром. Он отправился в Ирак, чтобы встретиться с аль-Мансуром в аль-Мадаине в 755 году. Аль-Мансур продолжил перечислять свои претензии к Абу Муслиму, который постоянно напоминал халифу о его попытках возвести его на престол. Против Абу Муслима также были выдвинуты обвинения в том, что он зиндик или еретик. Затем аль-Мансур подал знак пятерым своим охранникам за портиком убить его. Изуродованное тело Абу Муслима было брошено в реку Тигр, а его командиры были подкуплены, чтобы они согласились на убийство.

## Наследие
Убийство Абу Муслима не было хорошо воспринято жителями Хорасана, и среди населения возникли возмущение и восстание из-за жестоких методов, используемых аль-Мансуром.
Существуют различные варианты легенд об Абу Муслиме и формах его поклонения в Центральной Азии, Иране и Афганистане. В зависимости от конкретных местных традиций, некоторые местные святые легитимизируются через воображаемую связь с Абу Муслимом.

## В художественной литературе
- Деятельность Абу Муслима описана в романе российского писателя Мастера Чэня «Любимый ястреб дома Аббасов».
- Легенды об Абу Муслиме, бытовавшие в Мерве, легли впоследствии в основу народного романа на персидском языке «Кисса-и Абу Муслим»[6].